# Мокомокаї

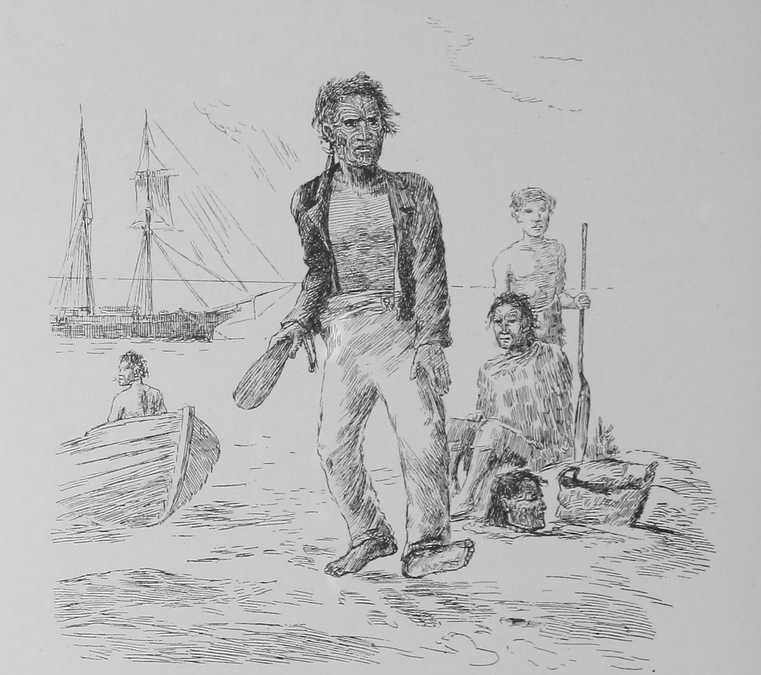
«Торгуючись за голову, на березі, вождь піднімає ціну» — ескіз Г. Г. Роблі

Мокомокаї, або Той-моко — муміфіковані голови Маорі, тубільного населення Нової Зеландії, обличчя яких прикрашені татуюванням та-моко. Вони стали цінними предметами торгівлі під час Мушкетних воєн початку 19 століття.

## Моко
Особисті татуювання та-моко були традиційними в культурі маорі, що вказували на високий соціальний статус. Зазвичай повністю зататуйовані обличчя робили лише чоловіки. Водночас жінки з вищих соціальних прошарків часто мали моко на губах та підборідді. Татуювання моко послужили ідентифікаційним зв'язком між людиною та їх предками.
Моко показував проходження для людей високого рангу, а також значні події в їхньому житті. Кожен моко був унікальним і містив інформацію про звання людини, плем'я, родовід, професію та подвиги.

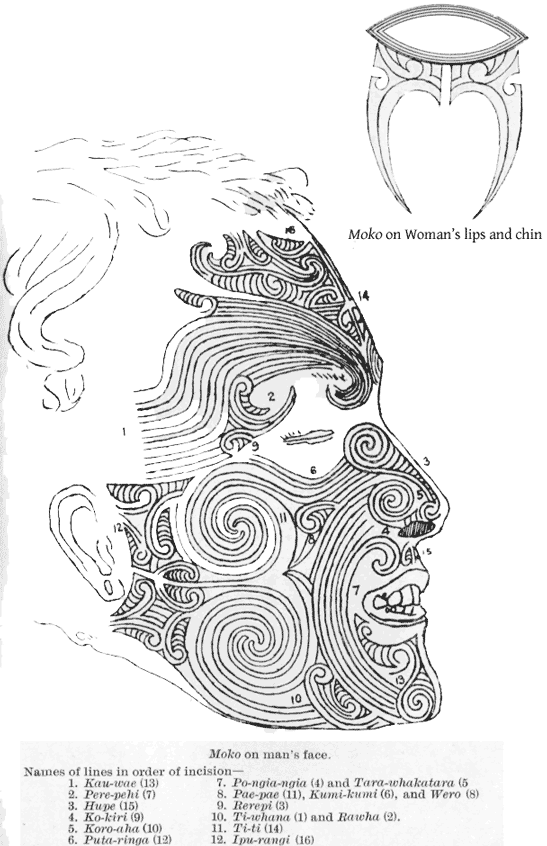
Моко дизайн

## Мокомокаї
Коли хтось із моко помирав, часто голову зберігали. Мозок та очі видаляли, всі отвори були запечатані лляним волокном та гумою. Потім голову відварювали або пропарювали в духовці перед тим, як її коптили на відкритому вогні і сушили на сонці протягом декількох днів. Потім його обробляли олією акули. Такі збережені голови, мокомокаї, їхні родини зберігали у вишукано вирізаних скринях і виносили лише для священних обрядів.
Зберігалися й голови ворожих вождів, загиблих у бою; ці мокомокаї, що вважались трофеями війни, показували на марае і знущалися над ними. Вони мали важливе значення в дипломатичних переговорах між ворогуючими племенами, тому що повернення та обмін мокомокаї були важливою передумовою миру.

## Мушкетні війни

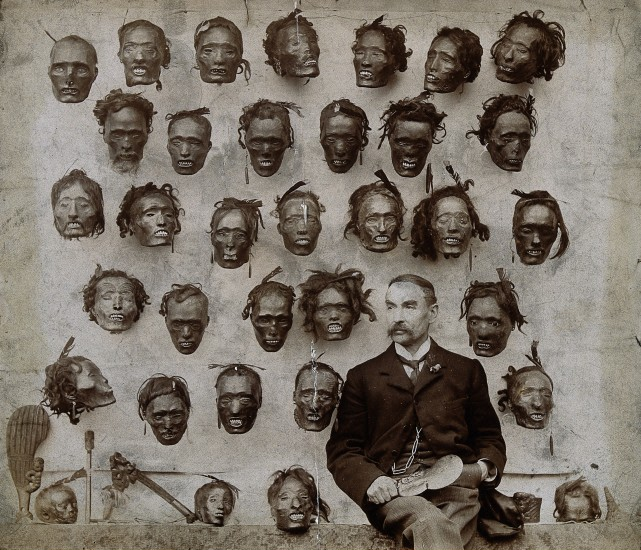
Г. Г. Роблі зі своєю колекцією мокомокаїв

На початку 19 століття з приїздом європейців до Нової Зеландії племена, що контактували з європейськими моряками, торговцями та переселенцями, мали доступ до вогнепальної зброї. Це надавало їм військову перевагу перед сусідами. Інші племена відчайдушно намагалися придбати вогнепальну зброю, аби лише захистити себе. У цей період соціальної дестабілізації мокомокаї стали комерційними предметами торгівлі, які можна продати як сувеніри, що високо цінувалися в Європі та Америці, і які міняли на вогнепальну зброю та боєприпаси.
Попит на вогнепальну зброю був такий, що племена здійснювали набіги на своїх сусідів, щоб здобути більше голів для торгівлі ними. Вони також татуювали рабів і полонених (хоча й безглуздими мотивами, а не справжніми моко), щоб продати голову європейцям. Піком торгівлі мокомокаями стали з 1820 до 1831 року. У 1831 році губернатор Нового Південного Уельсу видав заяву про заборону подальшої торгівлі головами з Нової Зеландії, а протягом 1830-х років попит на вогнепальну зброю зменшився, оскільки кожна група, що вижила, була повністю озброєна. До 1840 р., коли був підписаний Договір Вайтангі, а Нова Зеландія стала британською колонією, експортна торгівля мокомокаї фактично закінчилася, хоча дрібна торгівля тривала ще протягом декількох років.

## Колекція Роблі
Генерал-майор Гораціо Гордон Роблі, який був офіцером і художником британської армії та служив у Новій Зеландії під час Новозеландських воєн у 1860-х. Він цікавився етнологією і захоплювався мистецтвом татуювання, а також був талановитим ілюстратором. Він написав класичний текст на тему моко, «Моко; або татуювання Маорі», який було опубліковано в 1896 році. Після повернення в Англію він створив помітну колекцію 35-40 момокакай, котру згодом запропонував продати уряду Нової Зеландії. Коли пропозицію відхилили, більша частина колекції була продана в Американський музей природознавства.

## Репатріація
З 1987 року розпочалась кампанія з репатріації в Нову Зеландію сотень мокомокаїв, що зберігаються в музеях і приватних колекціях по всьому світу, щоб повернути їхнім родичам або в Музей Нової Зеландії для зберігання, хоча вони не демонструються. Багато мокомакаїв залишаються за кордоном, але ініціатива мала певний успіх і за цей час вдалось повернути близько 68 той-моко.